# Mostî, Horodok
Mostî (în ucraineană Мости) este un sat în comuna Monastîreț din raionul Horodok, regiunea Liov, Ucraina.

## Demografie
Componența lingvistică a localității Mostî
     Ucraineană (100%)
Conform recensământului din 2001, toată populația localității Mostî era vorbitoare de ucraineană (100%).